# Província de Iàmbol
La província de Iàmbol (en búlgar: Област Ямбол) és una província del sud-est de Bulgària. Limita al nord amb la província de Sliven, a l'est amb la de Burgas, amb Turquia al sud i a l'oest amb les províncies de Haskovo i Stara Zagora. La capital és Iàmbol, i altres ciutats són Straldzha, Boliarovo i Elhovo. Té una extensió de 4.162 km² i, segons el cens del 2001, una població de 156.631. L'actual població s'estima en 141.157.

## Història
El lema de la ciutat de Iambol és "Venint del passat llunyà, anant cap al futur". Les troballes arqueològiques a l'àrea daten del 6000 aC, i l'emperador romà Dioclecià va fer-hi construuir un castell, anomenat Diospolis, en l'emplaçament de la ciutat. Les restes millor conservades daten del segle xv, i són el bazar Bezisten i la mesquita Esky Djamia, que han estat restaurades i encara són en funcionament. Altres indrets d'interès són els túmuls prehistòrics de la vila de Drama, les restes del castell medieval de Iambol i el monestir medieval de Voden.
A Iambol hi ha les restes de Kabile, reserva arqueològica i natural, el més important assentament traci a Bulgària. Els estudis moderns sobre Tràcia han demostrat que Kabile era el centre més polític, religiós i econòmic més important del primer mil·lenni abans de Crist. Les investigacions arqueològiques de l'antiga ciutat en els darrers 30 anys han revelat un gran nombre d'objectes (inscripcions de pedra, monedes, terrissa i edificacions) de diferents etapes de la història. Molts d'ells encara no han estat estudiats.

## Famosos residents
Iambol és lloc de naixement de George Papazov i John Popov. L'inventor informàtic John Atanasoff té orígens a la província - el seu pare nasqué a Boiadjik, vora Iambol.

## Topologia i recursos naturals
El riu Tundja, el quart de la regió en cabal d'aigua, travessa la província, i hi ha jaciments d'aigua mineral vora Stefan Caradjovo. El territori de l'àres cobreix la vall del riu, el Bakadjitsi, parts del Svetiliiski, Derventski i els turons Manastirski, amb una alçària de 100-150m sobre el nivell del mar. La zona al nord del riu Tundja valley té clima trans-continental mentre que a la part del sud és continental/Mediterrani. Les temperatures anyals oscil·len entre 12 i 12.5 °C.
Les terres agrícoles ocupen el 76,9% del territori, i el bosc el 15,5%. Els recursos de fusta inclouem om, salze, pollancre i roure.

## Subdivisions

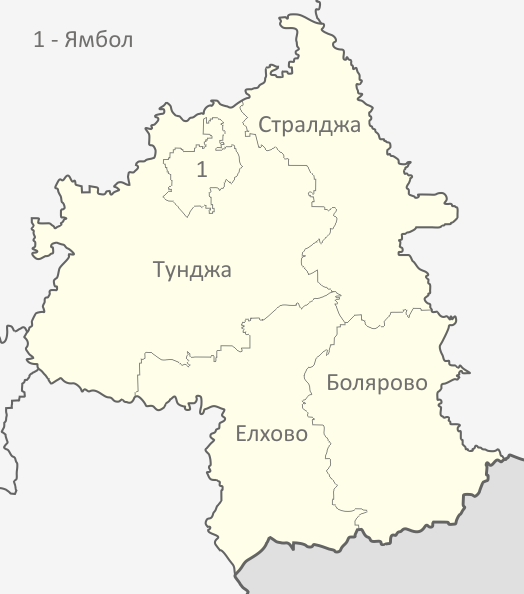
Mapa municipal de la província.

La província està integrada per cinc municipis:
- Municipi de Iàmbol (municipi urbà format per la capital provincial);
- Municipi de Tundzha (municipi rural amb capital a Iàmbol);
- Municipi de Bolyarovo (capital: Bolyarovo);
- Municipi d'Elhovo (capital: Elhovo);
- Municipi de Straldzha (capital: Straldzha).

## Principals localitats
Les localitats amb més de mil habitants el 2011 són les següents
1. Iàmbol, 74 132 habitants
2. Élhovo, 10 552 habitants
3. Straldzha, 5702 habitants
4. Zímnitsa  (Straldzha), 1804 habitants
5. Kukórevo (Tundzha), 1550 habitants
6. Ténevo (Tundzha), 1509 habitants
7. Boyadzhik (Tundzha), 1375 habitants
8. Bolyárovo, 1231 habitants
9. RozaRoza (Tundzha), 1226 habitants
10. VeselínovoVeselínovo (Tundzha), 1174 habitants
11. BezmerBezmer (Tundzha), 1143 habitants
12. ZavoyZavoy (Tundzha), 1028 habitants